# 群口相声
群口相声是中国传统艺术相声的一种表现形式，相比单口相声和对口相声，群口相声使用多于两位相声演员并说出笑料。

## 链接
- 对口相声
- 单口相声
- 相声